# Смольнинское
Смо́льнинское — муниципальный округ № 80 в составе Центрального района Санкт-Петербурга.
На территории муниципального образования расположены 17 учреждений здравоохранения федерального, городского и районного подчинения, 62 образовательных учреждения; 9 гостиниц, 313 предприятий торговли и общественного питания, 14 промышленных предприятий, 16 предприятий связи и транспорта, 7 культовых учреждений.

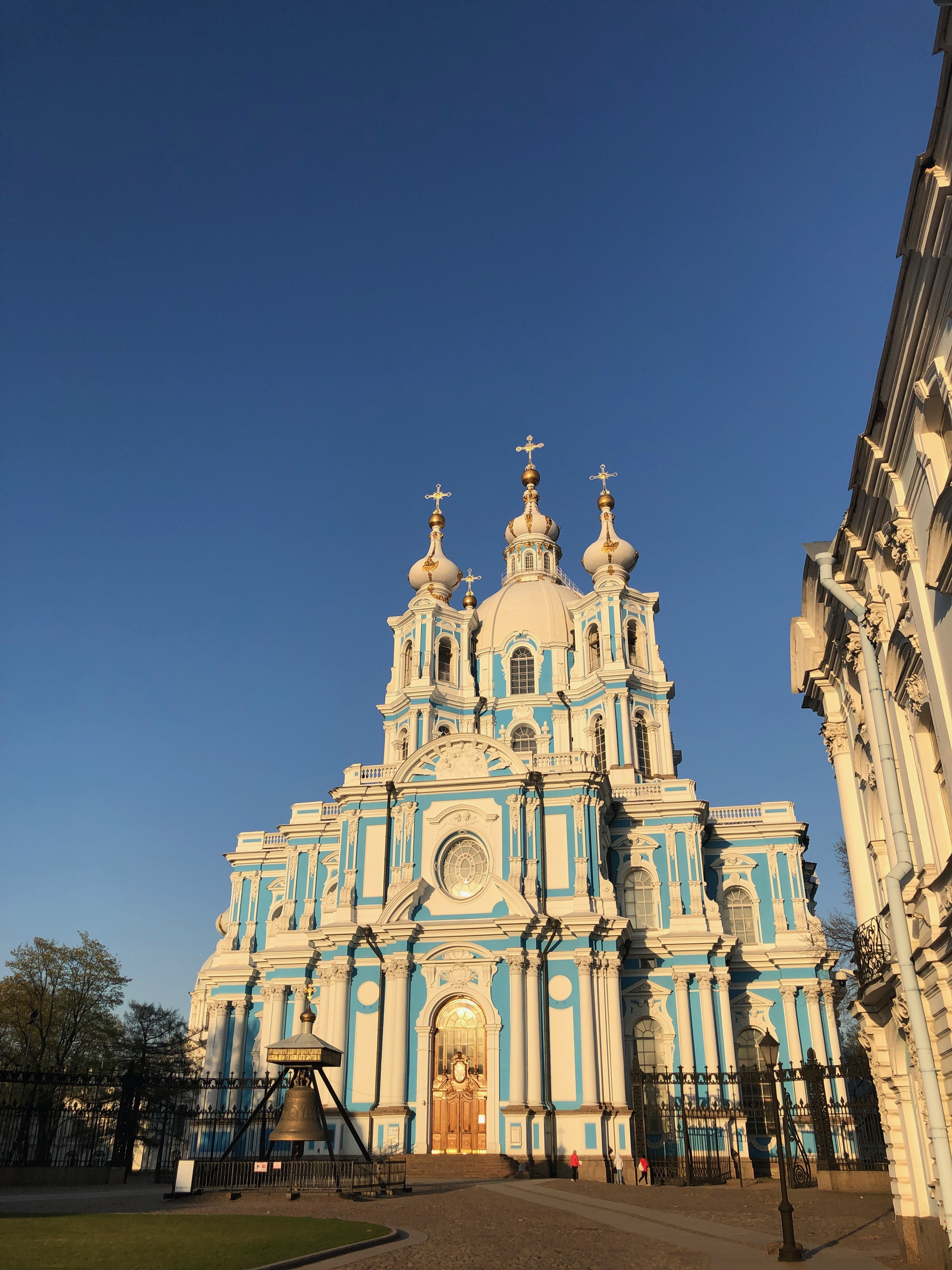
Смольный собор

Муниципальное образование муниципального округа Смольнинское выделяется сосредоточием значительного количества исторических памятников культуры. На его территории расположены: архитектурный ансамбль «Смольный», Таврический дворец, музей Суворова, государственный мемориальный музей В. И. Ленина, «Кикины палаты», БКЗ «Октябрьский» многие другие исторические памятники.

## Границы
Округ ограничен: с севера — Воскресенской и Смольной набережными, с востока — Смольной и Синопской набережными, с юга — площадью Александра Невского и Невским проспектом, с запада — улицей Восстания, Кирочной улицей и проспектом Чернышевского.
Муниципальное образование граничит:
- На севере — с Финляндским округом Калининского района (через Неву)
- На востоке — с муниципальными образованиями Малая и Большая Охта Красногвардейского района (через Неву)
- На юге — с муниципальным образованием Лиговка-Ямская и Владимирским округом
- На западе — с Литейным округом.

## Население
| 2002    | 2010    | 2012    | 2013    | 2014    | 2015    | 2016    |
| ------- | ------- | ------- | ------- | ------- | ------- | ------- |
| 90 337  | ↘76 259 | ↗76 662 | ↗78 228 | ↗80 538 | ↗80 696 | ↘78 886 |
| 2017    | 2018    | 2019    | 2020    | 2021    | 2023    | 2025    |
| ↘78 568 | ↗79 293 | ↘77 536 | ↘76 708 | ↘75 339 | ↘74 205 | ↘73 545 |

## Администрация
- Располагается по адресу: Суворовский проспект, дом № 60.
- Глава муниципального образования - Смирнова Людмила Ивановна.
- Глава Администрации - Путинцев Дмитрий Григорьевич.
- В марте 2024 года муниципальный совет был распущен решением городской думы[15].

## Транспорт
- На территории муниципального образования находятся 3 станции метрополитена: «Площадь Восстания», «Чернышевская» и «Площадь Александра Невского-1».
- Троллейбусные линии проложены: по Невскому проспекту (маршруты 1, 5, 7, 10, 11, 16, 22, 33); по Суворовскому проспекту, Тульской улице, Лафонская улице и улице Бонч-Бруевича (маршруты 5, 7, 11, 15, 16, 33); по проспекту Бакунина, Мытнинской, 8-й Советской и Старорусской улицам (маршрут 10); по Кирочной, Потёмкинской улицам и улице Чайковского (маршрут 15).
- Трамвайная линия проложена по площади Александра Невского, Синопской набережной, Херсонской и Исполкомской улицам, проспекту Бакунина и Перекупному переулку (маршруты 7, 24, 65).

## Задержание депутатов
20 января 2021 года 13 депутатов МО Смольнинское были задержаны и доставлены  в полицию после заседания, им вменили нарушение "антиковидных" ограничений, статья 8.6.1 КоАП СПб. Ситуация вызвала широкий общественный резонанс. За несколько дней до этого в Санкт-Петербурге начали активно задерживать участников одиночных пикетов, выступающих в поддержку Алексея Навального, вернувшегося в Россию 17 января 2021 года. Начиная с 19 января, задерживать стали за любые одиночные пикеты, включая экологическую и градозащитную тематику. Состав МО Смольнинское в значительной степени сформировался из оппозиционных и независимых депутатов.
Список задержанных муниципальных депутатов:
1. Иван Чеботарь
2. Екатерина Кузнецова
3. Дмитрий Балтруков
4. Александр Захаров
5. Алексей Шавлов
6. Елена Мишкинис
7. Никита Юферев
8. Марина Шпринг
9. Павел Безумов
10. Диана Серая
11. Дмитрий Палюга
12. Анна Киселева
13. Радислав Полуйков

## Взрыв во время проведения заседания совета депутатов
4 августа 2021 года во время очередного заседания совета муниципальных депутатов произошёл взрыв, сотрудники центра Э определили, что исполнителем был 24-летний Георгий Скляднев, руководитель административно-технического отдела администрации МО «Смольнинское». Скляднев дал показания, что нажал на кнопку радиоуправляемого устройства, которое запустило промышленный фейерверк. По предварительной информации, сотрудник администрации МО уточнил, что это была не его инициатива, а просьба исполняющего обязанности главы совета депутатов МО «Смольнинское» Григория Ранкова.

## Обвинение Путина в госизмене и дальнейшие события
8 сентября 2022 года депутат МО «Смольнинское» Дмитрий Палюга опубликовал решение муниципального совета обратиться в Государственную Думу с предложением выдвинуть обвинение в госизмене против Владимира Путина и отрешить его от должности за его решение о вторжении России на Украину 24 февраля 2022 года.
22 октября депутат Никита Юферев обратился в правоохранительные органы с просьбой привлечь к ответственности заместителя руководителя Администрации Президента Сергея Кириенко по статье 207.3 УК РФ за распространение фейков о российской армии из-за того, что Кириенко публично назвал войну войной.
22 декабря 2022 года Никита Юферев попросил Генпрокуратуру возбудить уголовное дело в отношении Владимира Путина по статье о распространении «фейков» о российской армии из-за того, что Путин назвал войну войной.